# 서커스 살인
《서커스 살인》(영어: Berserk!)은 영국에서 제작된 짐 오코널리 감독의 1967년 공포 스릴러 영화이다. 조앤 크로퍼드 등이 출연하였고, 허먼 코언 등이 제작에 참여하였다.

## 줄거리
단장 모니카 리버스와 영업 지배인 앨버트는 영국 순회 서커스를 함께 소유하고 있다. 어느 날 줄타기 곡예사 위대한 개스파가 줄을 타던 중 줄이 끊어지고, 튕겨져 나간 줄이 개스파의 목을 조르면서 개스파는 목이 매달린 형태로 죽는다. 경찰은 누군가 고의로 줄을 망가뜨린 것으로 의심한다. 모니카가 이 일이 화제가 되면 서커스의 흥행에 도움이 될 거라며 좋아하자 앨버트는 그 무정한 반응에 충격을 받는다. 모니카는 개스파 후임으로 잘생긴 프랭크를 고용한다. 곡예시 날카로운 대검을 바닥의 카페트 위에 늘어놓는 것이 그의 트레이드마크이다.
누군가 앨버트의 이마에 텐트용 못을 박아 살해하자 프랭크는 그의 시체가 발견되기 직전 그의 트레일러에서 나왔던 모니카를 의심한다. 프랭크는 서커스 지분 일부를 자신에게 넘긴다면 입을 다물겠다고 약속하고, 모니카는 이에 따른다. 퇴학을 당한 모니카의 딸 앤절라가 갑자기 찾아오자 모니카는 앤절라를 칼 던지기 공연자로 고용하고 칼 던지기 명수 구스타보에게 앤절라를 맡긴다. 한편 단원 머틸다가 프랭크에게 들이대자 모니카는 이를 질투하고, 후에 머틸다는 마술사가 전동 톱날로 거대한 책 모양 상자 안에 들어 있는 머틸다의 몸을 반으로 가르는 트릭을 선보일 때 장치 오작동으로 죽는다.
며칠 뒤 앤절라는 빙글빙글 돌아가는 원판에 몸을 붙이고, 이 원판을 향해 칼을 던지는 구스타보와 짝을 이뤄 공연하면서 성공적으로 데뷔를 한다. 바로 이어진 줄타기 곡예에서 프랭크가 날아온 검을 맞고 떨어져 바닥의 대검에 찔려 사망한다. 범인은 앤절라로, 그간 자신을 방치해 온 엄마 모니카의 시간을 뺏어간 자들을 제거하려고 했던 것. 본색을 드러낸 앤절라는 모니카도 죽이려다가 실패하고, 폭풍우 속에서 도망치다가 노출된 전선에 감전돼 죽는다.

## 출연진
- 조앤 크로퍼드
- 타이 하딘
- 다이애나 도스
- 마이클 고프
- 주디 지슨
- 로버트 하디

## 기타 제작진
- 협력 제작: 로버트 스턴
- 배역: 모드 스펙터